# Vladimir Cupara
Vladimir Cupara (serbisch-kyrillisch Владимир Цупара, * 19. Februar 1994 in Belgrad, Republik Serbien, BR Jugoslawien) ist ein serbischer Handballspieler und ehemaliger Beachhandballspieler. Der 1,98 m große Handballtorwart spielt seit 2023 für den rumänischen Verein Dinamo Bukarest und steht zudem im Aufgebot der serbischen Nationalmannschaft.

## Karriere

### Verein
Vladimir Cupara stand ab 2012 für die serbische Erstligamannschaft von RK Roter Stern Belgrad im Tor.
Mit 21 Jahren wechselte er zu Ademar León in die spanische Liga ASOBAL. Gleich in seiner ersten Saison zeigte er mit 38 % gehaltenen Bällen die beste Leistung aller Keeper und wurde in die siete ideal, das All-Star-Team der Liga, gewählt. Mit Ademar León wurde er 2016 Dritter sowie 2017 und 2018 Zweiter. 2016/17 nahm er am EHF-Pokal, 2017/18 an der EHF Champions League teil.
In der Saison 2018/19 lief er für den polnischen Serienmeister Vive Kielce auf. Dort gewann er die Meisterschaft und den Pokal und erreichte das Final Four in der Champions League.
Ab 2019 stand er beim ungarischen Spitzenklub Telekom Veszprém unter Vertrag. Mit Veszprém war er 2020 in der SEHA-Liga und 2021 im ungarischen Pokal erfolgreich, in der Liga unterlag er mit dem Rekordmeister 2021 den Rivalen von Pick Szeged. In der Champions League wurde er im nachträglich ausgetragenen Final Four von 2019/20 Vierter, 2020/21 schied man im Viertelfinale aus. Zu Beginn der Saison 2021/22 gewann er mit Veszprém die nachträglich ausgetragene SEHA-Liga 2020/21 und wurde dort ins All-Star-Team gewählt. Weiterhin gewann er mit Veszprém 2022 und 2023 den ungarischen Pokal sowie die SEHA-Liga 2021/22. 2023 wurde er erstmals ungarischer Meister. Zur Saison 2023/24 wechselte er gegen eine Ablöse zum rumänischen Verein Dinamo Bukarest, mit dem er 2024 den rumänischen Pokal gewann.

### Nationalmannschaft
Mit den serbischen Jugend- und Junioren-Nationalmannschaften nahm Cupara an der U-18-Europameisterschaft 2012 und den U-20-Europameisterschaften 2012 und 2014 teil.
Seit seinem Debüt für die serbische A-Nationalmannschaft im Jahr 2016 bestritt Vladimir Cupara 61 Länderspiele, in denen er vier Tore erzielte. Für Serbien stand er im Aufgebot bei den Europameisterschaften 2018 und 2020 sowie bei der Weltmeisterschaft 2019.

### Beachhandball
Cupara war auch als Beachhandballspieler aktiv. So stand er im serbischen Aufgebot für die U-19-Beachhandball-Europameisterschaft 2013 und die Beachhandball-Europameisterschaft 2017.